# Voorthuizen
Voorthuizen – wieś w gminie Barneveld w holenderskiej prowincji Geldria. Była osobną gminą w latach 1812-1818.